# Brachyglossina acidalaria
Brachyglossina acidalaria är en fjärilsart som beskrevs av Wagner 1914. Brachyglossina acidalaria ingår i släktet Brachyglossina och familjen mätare. Inga underarter finns listade i Catalogue of Life.